# رستاخیز: امپراتوری بزرگ سلجوقی
رستاخیز: امپراتوری بزرگ سلجوقی (به ترکی استانبولی: Uyanış: Büyük Selçuklu) مجموعه تلویزیونی ساخته‌شده ترکیه در ژانر تاریخ ایران و داستانی به نویسندگی سردار اوزونالان و کارگردانی امره کونوک. این سریال در مورد ساختار دولت امپراتوری سلجوقی، وقایع سیاسی، جنگ‌های امپراتوری سلجوقیان و زندگی سلطان ملکشاه یکم سرو کار خواهد داشت.
دنباله این سریال آلپ ارسلان: امپراتوری بزرگ سلجوقی نام دارد.
این سریال از تاریخ ۲۳ بهمن ۱۴۰۰ از شبکه پارسی وان (Parsi 1) در حال پخش است.

## بازیگران
- بورا گولسوی - سلطان ملکشاه
- خدیجه شندیل - ترکان خاتون
- گورکان اویگون - حسن صباح
- اکین کوچ - احمد سنجر
- سودا ارگینجی  -تُـــرنا خاتون (دختر فرمانروای شلمزار)
- ایلکر کیزماز - ارسلان‌تاش
- پینار توره - باشولو خاتون مادر سنجر ساکن تیره قنق
- مهمت اوزگور - نظام الملک
- محمت بوزداغان - تاج‌الملک وزیر سلجوقی
- جمال توکتاش - امام محمد غزالی
- اُزر تونچه - استاد یوسف همدانی
- مهمت بوزداش - استاد ابوحاتم مظفر اسفزاری (از دانشمندان هم‌دوره و همکار خیام)
- عثمان سونانت - آندریاس فرمانده دژ کوئل
- لیلا توغلو -الچین خاتون دختر قُـــتَلمش و خواهر قلج ارسلان (سلجوقیان روم)
- مورات گاریپاگاوغلو - داعی بزرگ عبدالملک بن عطاش
- بولنت آلکیش - حکیم عمر خیام
- چیدم اونات - صفریه خاتون
- علی گوزوشیرین - محمد تاپار
- لیلا فرای - گوهر خاتون
- سردار کلیچ - آلپ ارسلان
- ولکان کسکین - بوزکوش
- بوچه بوسه -لیویا
- ارطغرل پست اوغلو - قورقود
- نیک شلیلای - یورگوس
- جانبی سیلن - آیدوغدو

## تولید
بازیگران این مجموعه به‌طور ویژه در زمینه اسب سواری، تیراندازی و استفاده از شمشیر توسط شرکت قزاقستانی آموزش دیده‌اند.

## بررسی اجمالی
| فصل | فصل | قسمت | برای اولین بار پخش شد | برای اولین بار پخش شد |
| فصل | فصل | قسمت | شروع پخش              | پایان پخش             |
| --- | --- | ---- | --------------------- | --------------------- |
|     | ۱   | ۳۴   | ۲۸ سپتامبر ۲۰۲۰       | ۳۱ مه ۲۰۲۱            |